# Hrabstwo Uintah

Piramida wieku hrabstwa

Hrabstwo Uintah (ang. Uintah County) – hrabstwo w stanie Utah w Stanach Zjednoczonych. Siedzibą hrabstwa (a zarazem jego największym miastem) jest Vernal.

## Miasta
- Ballard
- Naples
- Vernal

## CDP
- Bonanza
- Fort Duchesne
- Jensen
- Maeser
- Randlett
- Whiterocks